# Paul Emordi
Paul Emordi (* 25. Dezember 1965) ist ein ehemaliger nigerianischer Leichtathlet, der sich auf den Weit- und Dreisprung spezialisiert hatte. Er ist 1,89 m groß und wog in seiner aktiven Zeit 80 kg.
Emordi gewann drei Goldmedaillen bei Afrikameisterschaften: 1984 in Rabat im Weitsprung (7,90 m) und 1985 in Kairo im Weitsprung (ebenfalls 7,90 m) und im Dreisprung (16,56 m).
Bei den Afrika-Spielen im Jahr 1987 in Nairobi gelang ihm ein Sprung über 8,23 m, der ihm seine vierte Goldmedaille eintrug.
Im gleichen Jahr nahm er an zwei Weltmeisterschaften teil. Bei den Hallenweltmeisterschaften in Indianapolis gewann er mit 8,01 m die Silbermedaille, aber bei den Freiluftweltmeisterschaften in Rom kam er mit mäßigen 7,80 m nur auf Platz 16.
Auch bei seiner einzigen Olympiateilnahme – 1984 in Los Angeles – versagte er. Er startete im Dreisprung, wo 15,88 m nur für Platz 21 unter 28 Teilnehmern reichten. Damit blieb er 90 Zentimeter unter seiner Bestleistung (16,78 m), die er wenige Wochen vorher in Baton Rouge erzielt hatte.